# Paul Louis Amans Dop
Paul Louis Amans Dop (Tolosa, 25 febbraio 1876 – Lectoure, 19 agosto 1954) è stato un botanico francese che ha lavorato a lungo in Indocina.

Dal 1908 egli si associò con il botanico Mascarene Marcel Marie Maurice Dubard, svolgendo molto lavoro tassonomico sotto il nome di Dubard & Dop.

## Pubblicazioni
- Flore de la region toulousaine - Cong. Assoc. Franc. Avanc. 39 (Tolosa 1910)
- Étude de quelques types nouveaux ou peu connus de Rubiacées de Madagascar (Extrait du Journal de botanique, t.III, 2e série) - Marcel Dubard, Paul Dop (1911)
- La végétation de l'Indo-Chine - Trav.Lab. For. Toulouse I (Art. 9): 1-16 (1931)
- Les Gmelina arborescents de l'Indochine - Rev. Bot. Appl. 13: 893-897 (1933)
- Manuel de Technique Botanique , Histologie Et Microbie - Paul Dop, Albert Gautié - 1928
- Étude de quelques types nouveaux ou peu connus de - Marcel Dubard, Paul Dop - 1911
- Recherches sur la structure et le développement de la - Paul Dop - 1903
- Un nouveau genre d'Ericacées de l'Annam ; La végétation de - Paul Dop - 1931
- Observations sur la végétation littorale du golfe de Gascogne - Paul Dop - 1931
- Sur deux genres nouveaux de Bignoniacées du Tonkin - Paul Dop - 1929
- Contribution à l'étude des Loganiacées asiatiques de - Paul Dop - 1910
- Les Callicarpa de l'Indochine - Paul Dop - 1932
- Recherches sur la structure et le dévoloppment de la fleur - Paul Dop - 1903
- Flore de la région toulousaine - Paul Dop - 1910
- Les Cléthracées asiatiques - Paul Dop - 1928
- Les Symphorémoldées de l'Indochine - René Dupont, Paul Dop, Université de Toulouse. Laboratoire forestier - 1933
- Description de quelques espèces nouvelles de Madagascar - Marcel Dubard, Paul Dop
- Recherches anatomiques sur la fleur du Tanghin du Ménabé - Paul Dop - 1904
- Contribution a l'étude des Malpighiacées de Madagascar - Marcel Dubard, Paul Dop - 1908
- Les Vitex de l'Indo-Chine - Paul Dop - 1928
- Les Symphorémoidées de l'Indochine - Paul Dop - 1933
- Contribution à l'étude des Bignoniacées - Paul Dop - 1925
- Un Nouveau genre d'éricacées de l'Annam - Paul Dop, Laboratoire forestier (Tolosa) - 1931
- Bignoniacées nouvelles de l'Indo-Chine - Paul Dop - 1926

## Eponimi
- Pauldopia Steenis 19691 in famiglia Bignoniaceae
- (Ericaceae) Vaccinium dopii H.F.Cope (=Vaccinium dunalianum var. urophyllum Rehder & E.H. Wilson)
- (Lamiaceae) Premna dopii C.Pei (=Premna tapintzeana Dop)
- (Lamiaceae) Teucrium × dopii Sennen [4]